# Ouled Madhi (tribu)
 (mai 2024).
 (avril 2025).
Motif : Absence de sources secondaires centrées en nombre et qualité suffisants
- Archive Wikiwix
- Bing
- Cairn
- DuckDuckGo
- E. Universalis
- Gallica
- Google
- G. Books
- G. News
- G. Scholar
- Persée
- Qwant
- (zh) Baidu
- (ru) Yandex
- (wd) trouver des œuvres sur Wikidata

| 1. | Préciser le motif de la pose du bandeau. | Précisez le motif de la pose du bandeau en utilisant la syntaxe suivante : {{admissibilité à vérifier\|date=avril 2025\|motif=remplacez ce texte par le motif}}                          |
| 2. | Informer les utilisateurs concernés.     | Pensez à avertir le créateur de l'article, par exemple, en insérant le code ci-dessous sur sa page de discussion : {{subst:avertissement admissibilité à vérifier\|Ouled Madhi (tribu)}} |

 (mai 2024).
La mise en forme du texte ne suit pas les recommandations de Wikipédia : il faut le « wikifier ».
Les points d'amélioration suivants sont les cas les plus fréquents. Le détail des points à revoir est peut-être précisé sur la page de discussion.
- Les titres sont pré-formatés par le logiciel. Ils ne sont ni en capitales, ni en gras.
- Le texte ne doit pas être écrit en capitales (les noms de famille non plus), ni en gras, ni en italique, ni en « petit »…
- Le gras n'est utilisé que pour surligner le titre de l'article dans l'introduction, une seule fois.
- L'italique est rarement utilisé : mots en langue étrangère, titres d'œuvres, noms de bateaux, etc.
- Les citations ne sont pas en italique mais en corps de texte normal. Elles sont entourées par des guillemets français : « et ».
- Les listes à puces sont à éviter, des paragraphes rédigés étant largement préférés. Les tableaux sont à réserver à la présentation de données structurées (résultats, etc.).
- Les appels de note de bas de page (petits chiffres en exposant, introduits par l'outil «  Source ») sont à placer entre la fin de phrase et le point final[comme ça].
- Les liens internes (vers d'autres articles de Wikipédia) sont à choisir avec parcimonie. Créez des liens vers des articles approfondissant le sujet. Les termes génériques sans rapport avec le sujet sont à éviter, ainsi que les répétitions de liens vers un même terme.
- Les liens externes sont à placer uniquement dans une section « Liens externes », à la fin de l'article. Ces liens sont à choisir avec parcimonie suivant les règles définies. Si un lien sert de source à l'article, son insertion dans le texte est à faire par les notes de bas de page.
- La présentation des références doit suivre les conventions bibliographiques. Il est recommandé d'utiliser les modèles {{Ouvrage}}, {{Chapitre}}, {{Article}}, {{Lien web}} et/ou {{Bibliographie}}. Le mode d'édition visuel peut mettre en forme automatiquement les références.
- Insérer une infobox (cadre d'informations à droite) n'est pas obligatoire pour parachever la mise en page.

Pour une aide détaillée, merci de consulter Aide:Wikification.
Si vous pensez que ces points ont été résolus, vous pouvez retirer ce bandeau et améliorer la mise en forme d'un autre article.
Les Oulad Madhi, aussi écrit "Awlad Madhi" (en arabe : أولاد ماضي) sont une tribu algérienne principalement[réf. nécessaire] arabe hilalienne, principalement localisé dans la Wilaya de M'Sila, dans le Hodna.
Cette tribu comporte un nombre important de factions autour d'un noyau primaire d'origine arabe hilalienne qui va agréger en un ensemble hétérogène comprenant d'autres tribus arabes (factions de Daouaouida), des Berbères des montagnes voisines (dont des Kabyles), des lignées de chorfas (dont certaines arrivées à l'époque almohade), mais également des familles de pays voisins (Tunisie, Maroc).

## Origine
Les Ouled Madhi sont une tribu composite, autour d'un noyau composé de Athbedj, une faction hilalienne arrivée comme confédération au Maghreb au XIe siècle. Emancipés des Daouaouida, ils arrivent dans le Hodna au XVe siècle, où il s'agrègent avec une partie des Ouled Sidi Hamla, une tribu chérifienne du Hodna, venue au XIIe siècle du Maroc ainsi que des Arib et des clans Daouaouida. Une partie de ces tribus préexistantes ont été refoulées de la région à la suite de l'installation des Ouled Madhi. Les traditions divergent sur l'origine du nom : elle seraient liées à un Mahdi Ben Maghreb al Hilali, chef des Korra, faction des Athbedj, ou encore à un certain Madhoui, originaire du « pays de Tunis », venu s'établir avec sa famille dans le sud du Hodna au XIIIe siècle.  
Telle qu'elle existe au XXe siècle, la tribu des Ouled Madhi s'est aggloméré à d'autres factions d'origine athbedj mais surtout des étrangers.  Des groupes de famille du sur originaires des Ouled Naïl et surtout des Zibans sont venues se fondre chez les Ouled Madhi. Des Marocains d'origine sont présents chez les Ouled Abd el Hakk, les Ouled Sliman et peut-être les Ouled Matoug. Les villages du Nords ont absorbé un assez grand nombre de montagnards des monts du Hodna (Maadid et Righa), des Ouennougha, ou même des Kabyles des alentours de la Kalaa Beni Abbes et de Mansoura. 
Les factions à composante Athbedj sont les suivantes  : les Ouled Ouar, les Ouled Bou Yahia, les Khebassa, les Ouled Gana de la faction Maatoug, et une partie des Ouled Bedira (y compris les Boudhiaf).  L'unité et la cohésion de la tribu assez hétérogène se fait en rivalité aux Ouled Naïls qui ont des pâturages dans le Hodna occidental.
Leur nassab (lignée) est : Madhi ben Rizq ben Saad ben Malik ben Abd al-Qawi ben Abd'Allah ben Said ben Muhammad ben Abd'Allah ben Mehdi Ben Yazid ben Zoghba ben Abi Rabiah ibn Nahik ibn Hilal ben Amer ben Sa'sa'a ben Muawiya ben Bakr ben Hawazin ben Mansur ben Ikrimah ben Khasafa ben Qays Aylan ben Mudar ben Nizar ben Ma'ad ben Adnan[réf. à confirmer].

## Histoire
Les Ouled Madhi sont une tribu bédouine nomadisant l'actuel Wilaya de M'Sila, ayant pour fief principale l'actuel "Ouled Madhi", ayant pris leur nom.

### Révoltes anti-colonial

#### 8 septembre 1864
Quelques jours avant, quelques fractions des Awlad Madhi était douteuses, ces doutes ce sont affirmés vrai, à l'arrivée de Si Mohamed Ould Hamza, issue des Ouled Madhi, ces mêmes fractions ce sont révoltés et ont attaqué les colonnes français disposée pour les surveiller.

## Composition tribal
Les Awlad Madhi sont composés de plusieurs sous tribus tels que[réf. nécessaire] : 
- Al-Ma'arif
- Al-Ba'alla
- Al-Dahadhia
- Awlad Sidi Hadjeres (possible lien avc les Ouled Sidi Hadjeres)
- Awlad Mansur ben Madhi
- Awlad Sidi Hamlah
- Awlad Ali ben Khalid al-Shala
- La'marat
- Awlad Aissa
- Awlad Sdirah
- Al-Maatiq/Awlad Maatuq
- Awlad Abd al-Haqq
  - Famille al-Diyafat (Boudiaf)
  - Awlad Slimane (Sulayman)
  - Awlad Bou 'Aban
  - Al-Tabisha
  - Al-Murashida

## Personnalités
- Mohamed Boudiaf : Ancien Président de l'Algérie et membre fondateur du FLN issue de la famille des al-Diyafat (plus tard Boudiaf) du clan Awlad Abd al-Haqq .(Issue des Ouled Madhi, une tribu Yazid ben Zoghba, une des branches de Banu Hilal)[réf. nécessaire].
- Abu Dhiaf al-Sakhri : ancien chef des Oulad Madhi et ancêtre de Mohamed Boudiaf.
- Si Mohamed Ould Hamza : Insurgés anti-coloniaux[3]